# Michael Szatmary
Michael Szatmary (* 4. listopadu 1974 Bratislava Československo) je slovenský stand-up komik, moderátor a muzikant a producent.

## Život
Narodil se 4. listopadu 1974 v Bratislavě. Již od dětství se zajímal o elektronickou a syntezátorovou hudbu. Jeho hudebními vzory byli Depeche Mode, Alphaville a Everything but the Girl. V 15 letech založil svoji první kapelu The Bronx Avenues, se kterou následně začal vystupovat. Po 3 letech založil s Marošem Mackem kapelu MM Flames. 
V roce 1993 odešel na delší dobu do Izraele. Kvůli tomu se kapela nakonec rozdělila. V roce 1997 se kapela opět spojila, založili projekt s názvem Heaven Street Seven, podepsali smlouvu s nahrávací společností BMG Ariola a vydali své první singly „Get Me“ a „Like a Rain“. Obě písně se staly hity ve slovenských rádiích a klubech. V roce 2003 kapela vydala speciální demo CD „Bottom Line Amsterdam“. Absolvovali úspěšné turné po slovenských klubech a spolupracovali s dalšími hudebníky a zpěváky. 
O rok později došlo k dalšímu rozdělení kapely a několikaletá Szatmaryho pauza. V roce 2008 se opět vrátil, ale začal vystupovat již sám. Postupem času se dostal ke stand-upu. Začal vystupovat v pořadu Silné reči a od roku 2016 i v Comedy Clubu. Rovněž začal moderovat, například Ceny Paměti národa 2021, 2022 a 2023, dále také několik ročníků Fénix – Kultúrna pamiatka roka.
V roce 2023 napsal knihu Lokálny sexsymbol. Na RTVS moderuje relaci Lov slov a je pravidelným glosátorem v pořadu Sedem na TV JOJ. Má za sebou dva velmi úspěšné komediální speciály: Profesionálny Žid (2019) a Konečne spolu s Tomášem Hudákem (2024).

## Filmografie

### Filmy
- 2022 – Střídavka
- 2022 – Stand-up

### Televize
- 2010 – Silné reči
- 2016 – Comedy Club
- 2019 – Heslo (TV JOJ)
- 2020 – Sababa news
- 2020 – Musíme sa porozprávať
- 2020 – Hejtáreň
- 2021 až 2024 – Sedem (glosátor)
- 2023 až 2024 – Lov slov (moderátor)

## Diskografie
- Ready Or Not (2008) – Home Edition Remix
- THIS AINT DISCO (2012)
- NIGHTDRIVE (2024)